# Ugolino de Vivaldo

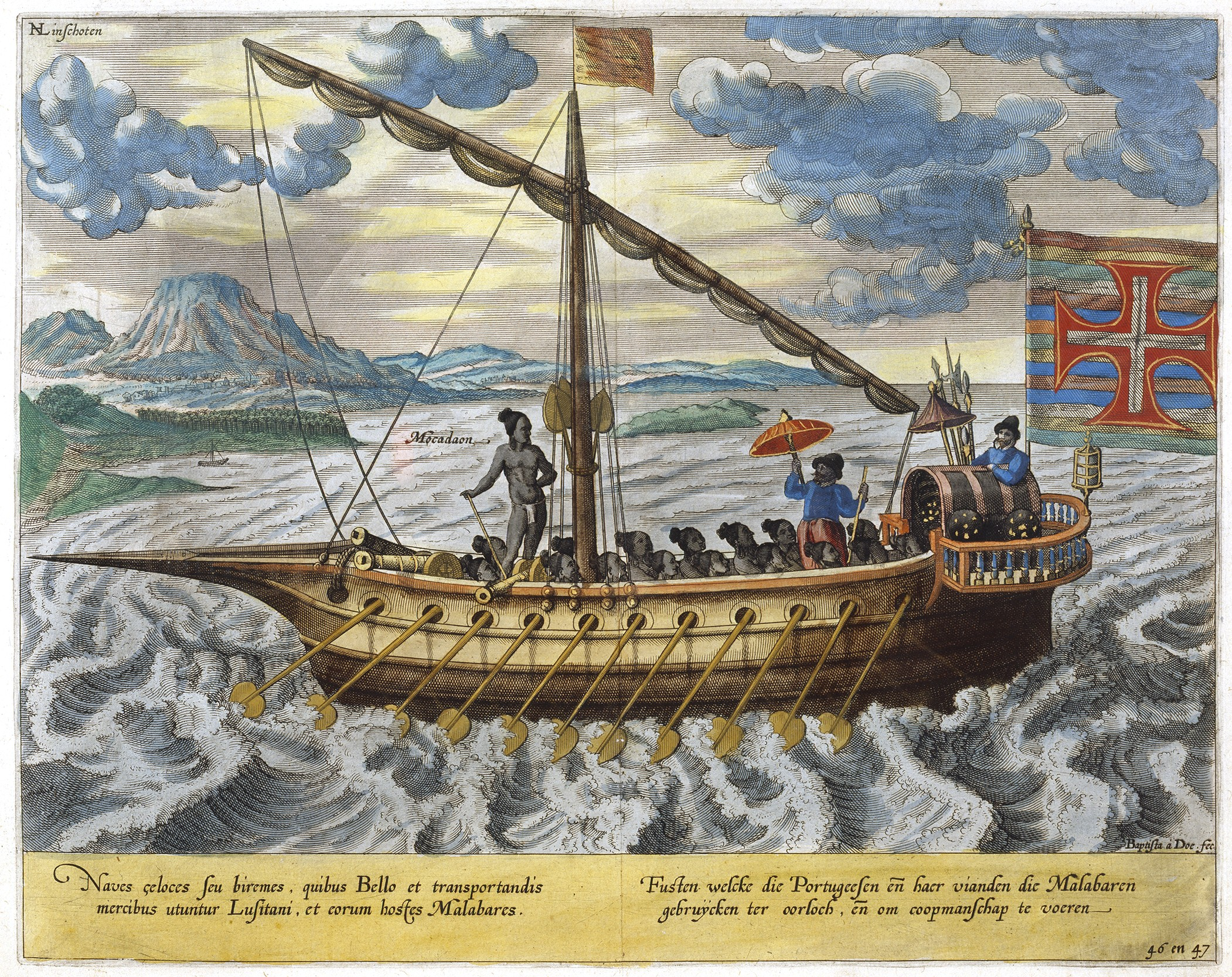
Portugiesische Galeere auf dem Weg zur Malabarküste (Indien), nach Jan Huygen van Linschoten

Ugolino de Vivaldo (ital. auch Ugolino Vivaldi; † nach 1291) war ein genuesischer Entdecker, der gemeinsam mit seinem Bruder Guido oder Vadino de Vivaldo das Kommando bei der ersten bekannten Expedition auf der Suche nach einem Seeweg von Europa nach Indien führte.

## Leben
Für die Expedition statteten die Brüder de Vivaldo mit Hilfe von Tedisio Doria zwei Galeeren (Allegranza und Sant'Antonio) aus. Im Mai 1291 verließen sie mit 300 Mann den Hafen von Genua mit dem Ziel, Indien über den Atlantik zu erreichen und nützliche Handelsgüter heimzubringen. Das Unternehmen war ursprünglich zwar nur zu Handelszwecken angelegt, sollte aber offensichtlich auch der christlichen Mission dienen, denn Ugolino begleiteten zwei Franziskaner. Die gut bewaffneten Galeeren segelten entlang der marokkanischen Küste an einen Ort namens Gozora (Kap Nun), bei 28° 47' N. Danach gab es keine weiteren Lebenszeichen von der Expedition.
Im frühen 14. Jahrhundert unternahm Ugolinos Sohn Sorleone de Vivaldo († ca. 1315) mehrere Fernreisen auf der Suche nach seinem Vater. Dabei soll er angeblich bis an die somalische Küste nach Mogadischu vorgedrungen sein. Im Jahre 1455 berichtete Antoniotto Usodimare – ein weiterer genuesischer Seefahrer, der mit Alvise Cadamosto im Dienst des portugiesischen Infanten Heinrich des Seefahrers reiste –, er habe in der Nähe der Mündung des Gambia-Flusses den letzten Nachkommen von Überlebenden der Vivaldo-Expedition getroffen. Nach dessen Aussagen waren die beiden Galeeren bis in den Golf von Guinea gelangt, wo eine von ihnen strandete, während die andere weitersegelte und an einem Ort der Küste von Aethiopia-Mena oder Amenuan landete, nahe dem Gihon (womit wahrscheinlich der Senegal-Fluss gemeint ist). Dort wurden die Genuesen festgenommen und gefangengehalten.

## Sonstiges
Nach ihm wurden mehrere Schiffe benannt.